# Тијана Мандић
Тијана Мандић (1950) српски је клинички психолог и универзитетски професор.

## Одабрана дела
- Komunikologija : psihologija komunikacije[2]
- Menjati se a ostati isti : beleške psihoterapeuta, 1990.[3]
- Telesna sudbina, 1991.[4]
- Psihologija kreativnosti, коауторка са Иреном Ристић, 2013.[5]

- Psihološko profilisanje za umetnike, 2019.[6]
- Rezilijentnost : knjiga o "Hrastu i trsci" iz ugla psihologa. : umeće prevladavanja teških životnih izazova, 2022.[7]